# リグーリア料理

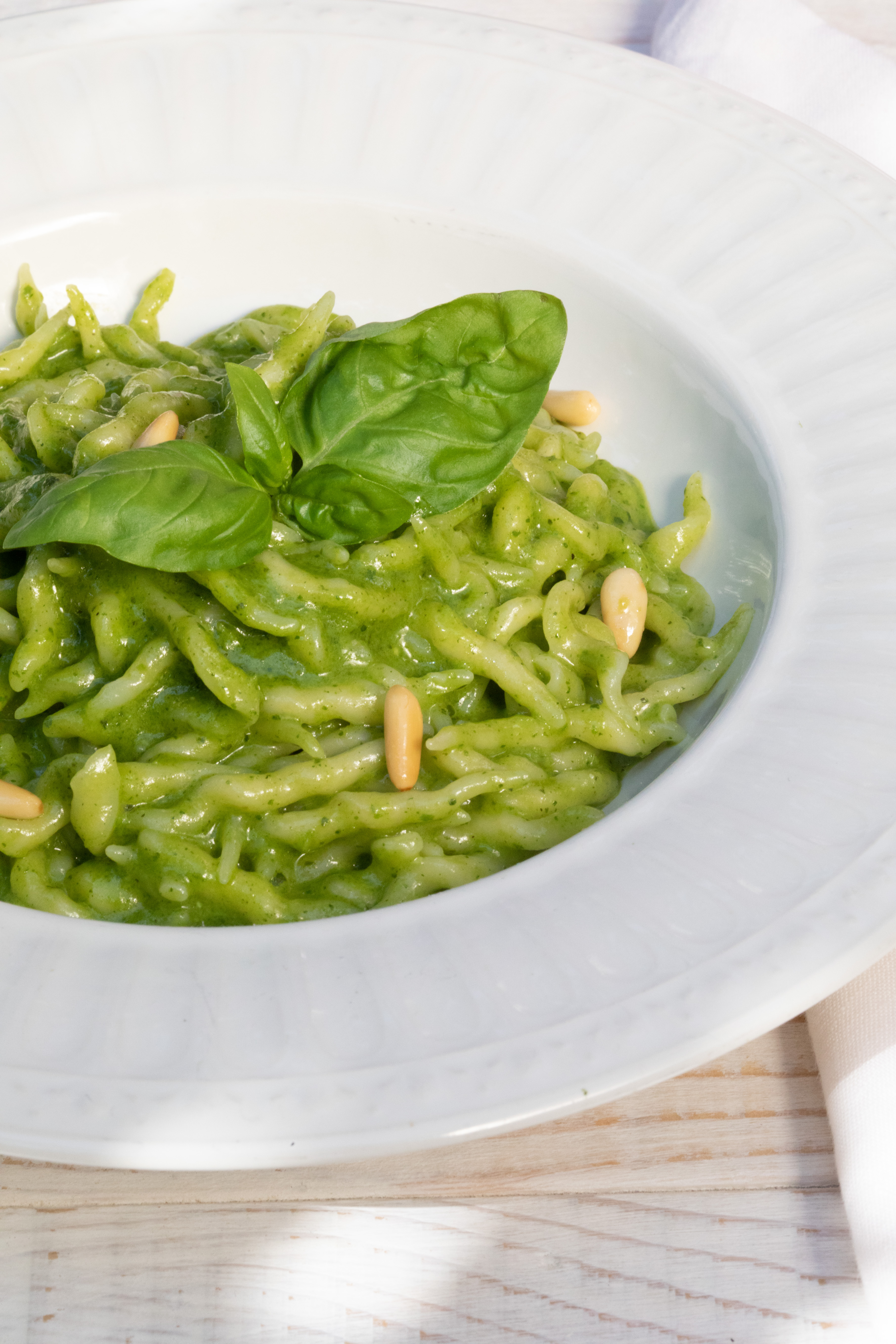
ペスト・アッラ・ジェノヴェーゼのトロフィエ

リグーリア料理（イタリア語: cucina ligure）では、イタリア・リグーリア州の食文化について概説する。

## 概要
リグーリア海岸の西側、フランス寄りのほうは平地も所々にあり、カルチョフィ（アーティチョーク）、紫アスパラガス、ニンニク、オリーブなどの野菜が採れる農業エリアとなっており、花卉栽培も盛んである。中でもタジャスカ種のオリーブから作られるオリーブオイルは、広く知られる。オリーブ目当てにオリーブ畑へ現れる野ウサギやカタツムリは食材としても利用される。
リグーリア海岸の東側は、風光明媚な入り組んだ岩場が多いが、平坦な土地はほとんどなく、森で採れるキノコ、栗、松の実といったもの以外の食材は、リグリア海に求めていた。ジェノヴァが貿易大国となったことで、世界中から食材が集まるようになり、ペスト・アッラ・ジェノヴェーゼなどが生まれていった。

## 特徴
リグーリア料理は、どちらかといえば薄味であり、野菜や魚介類を主体とするあっさりしたものが多い。
リグーリア州はリグリア海を囲むように東西に細長く広がっている。北側の山々にさえぎられる形で、アルプス山脈からの冷風も吹き込まないため、一年を通して温暖な土地柄である。そのため、北部イタリアに位置しながらも、乾燥パスタの使用や果物の砂糖漬けがドルチェに使用されるといった南部イタリア料理に似た特徴をもつ。また、エジプトのひよこ豆を使用したり、中近東から伝わった食べ物も多く、どことなくオリエントな雰囲気があるのもリグーリア料理の特徴と言える。

## 代表的な食材
- バジル - リグーリア産バジルは色が濃く、香りが良いとされる[2]。
- シラス - ジェノヴァ方言でジャンケッティ（英語版）と呼ばれ、1月から2月が旬である[2]。
- ムール貝 - リグーリア州はイタリア有数のムール貝の産地である[2]。
- オリーブ[2]
- 松の実、クルミなどの種実類[2]

## 代表的な料理
- トロフィエ - ペスト・アッラ・ジェノヴェーゼで食するのが一般的[2]。
- トレネッテ・アル・ペスト（イタリア語版） - ペスト・アッラ・ジェノヴェーゼを使ったトレネッテ[3]。
- パンソッティ - クルミのソースで食べるのが定番[2]。
- ファリナータ（英語版） - ペサン（ひよこ豆を挽いて作った粉末）、オリーブオイル、塩、水を混ぜて焼いたパンケーキの一種[2]。
- テスタローリ - 小麦粉と水と塩で作った生地を鋳鉄製容器で焼き、沸騰した湯に短時間浸したもの。味付けにはバジルペーストを使うのが定番[4]。
- ガッタフィン（イタリア語版） - ラビオリ生地にハーブとチーズを詰めて、オリーブオイルで揚げた料理[4]。地元レストランの定番メニュー[4]。
- コニーリョ・アッラ・リグーレ（イタリア語版） - 「リグーリア風ウサギ肉の煮込み」[5]。リグーリア州以外にも知られる名物料理[5]。従来は野ウサギを用いるが、養殖のウサギも使われるようになっている[5]。
- カネストレッリ（イタリア語版） - 「小さな花籠」という意味の名前を持つビスコッティ[6]。専用の型もある[6]。

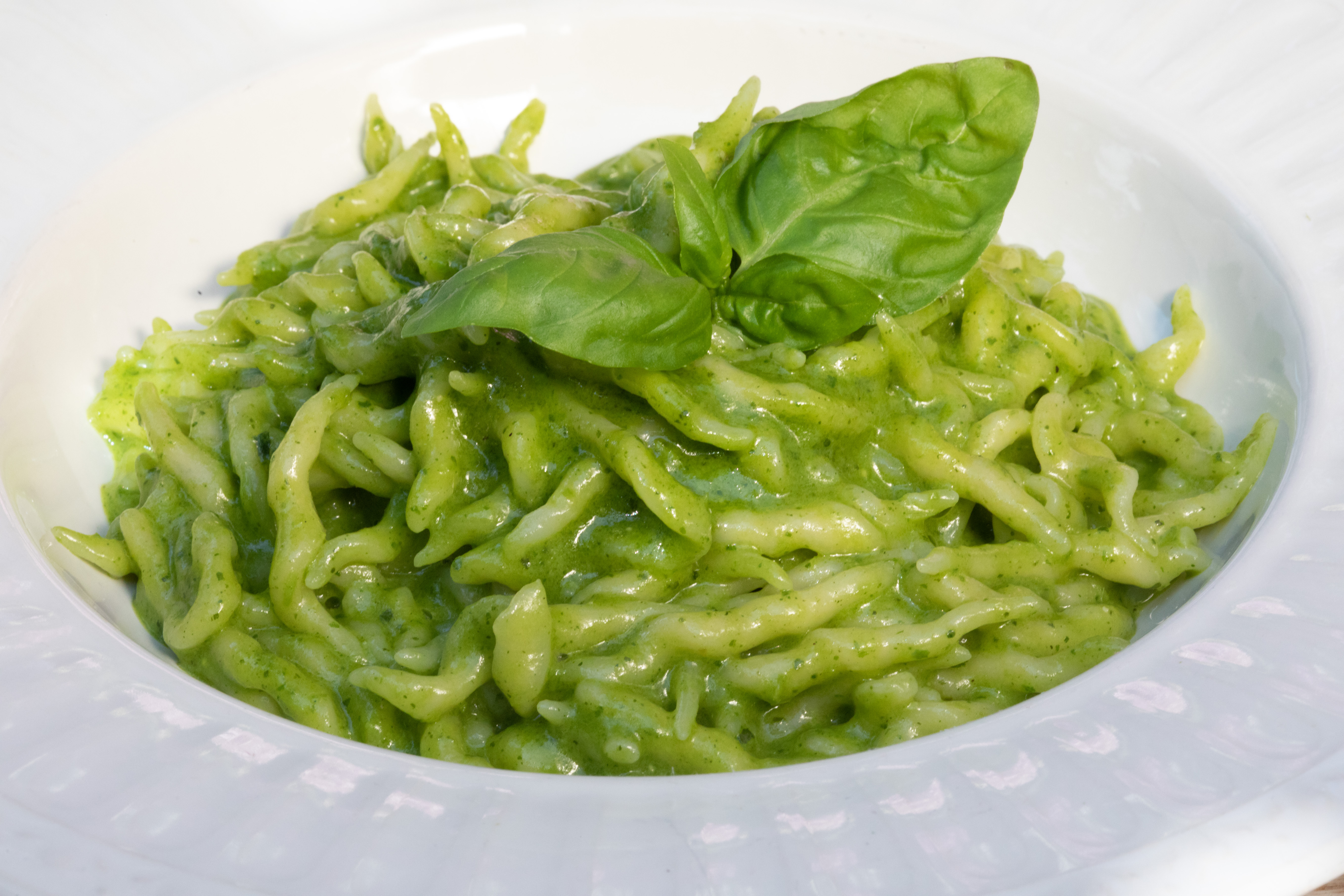
トロフィエ
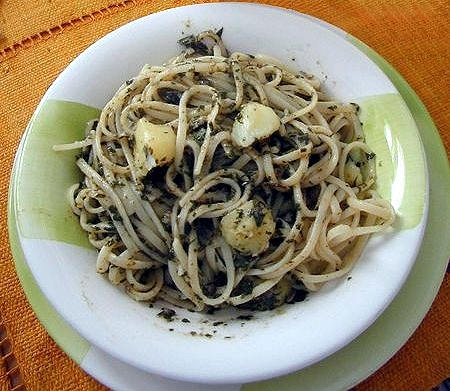
トレネッテ・アル・ペスト
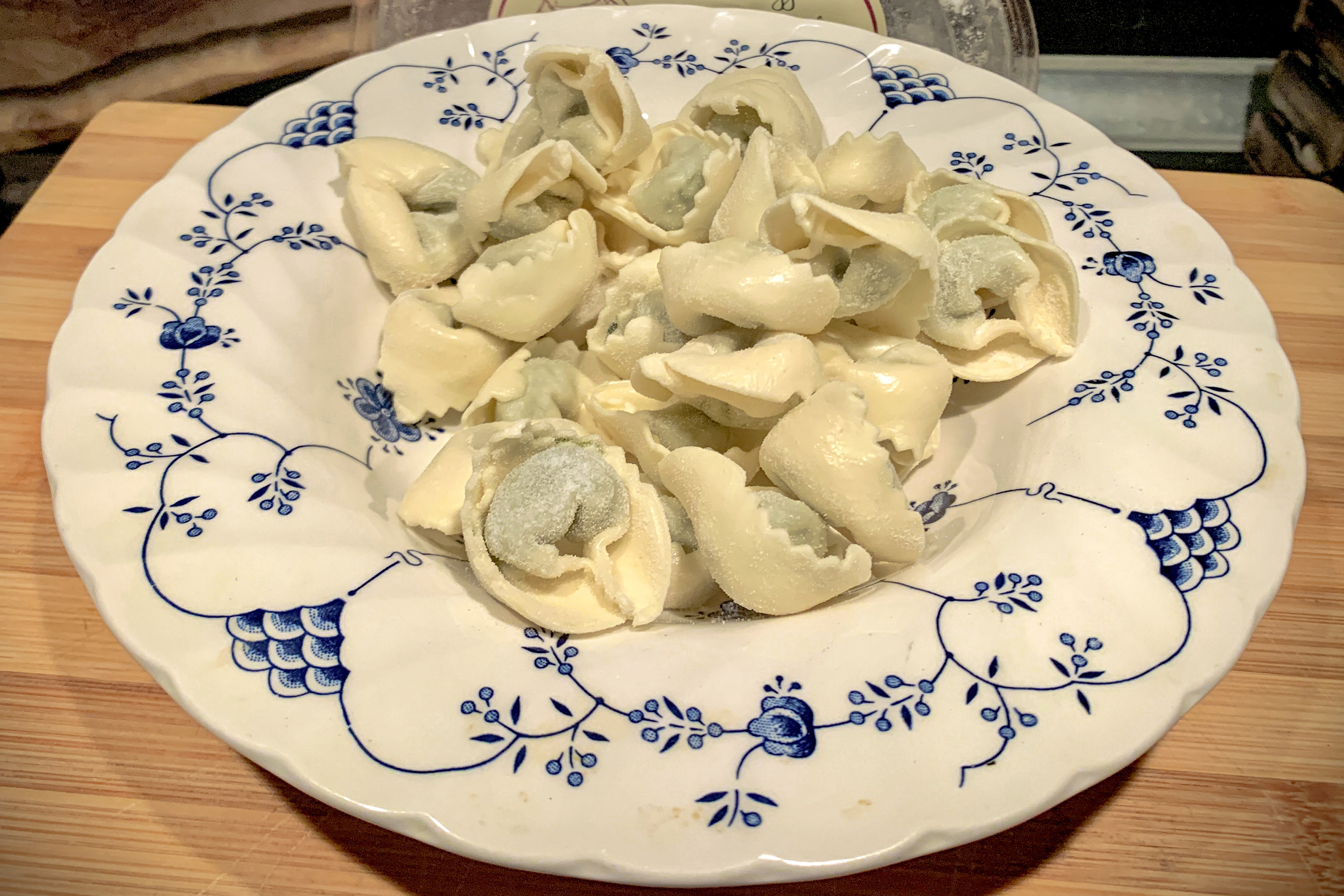
パンソッティ
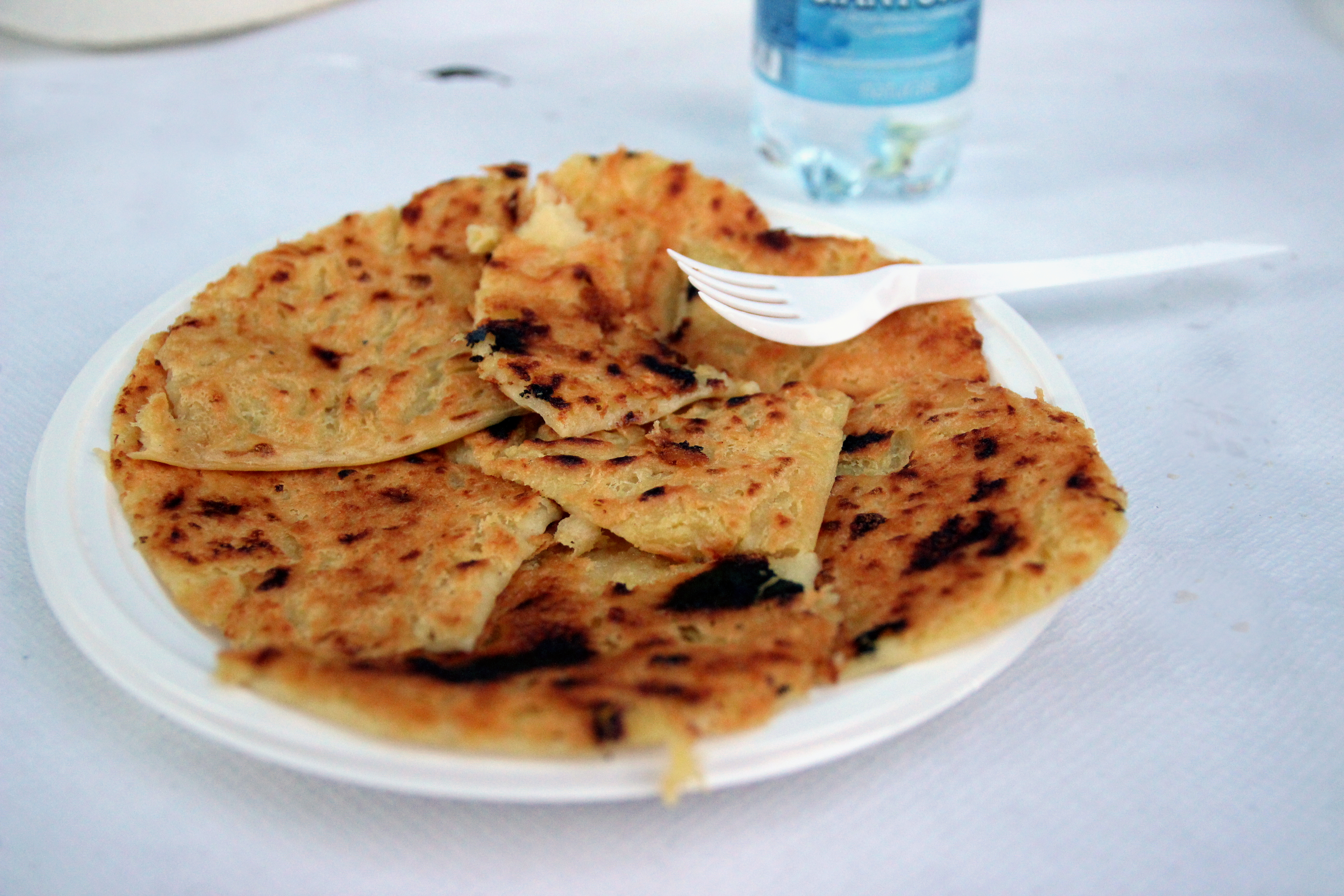
ファリナータ
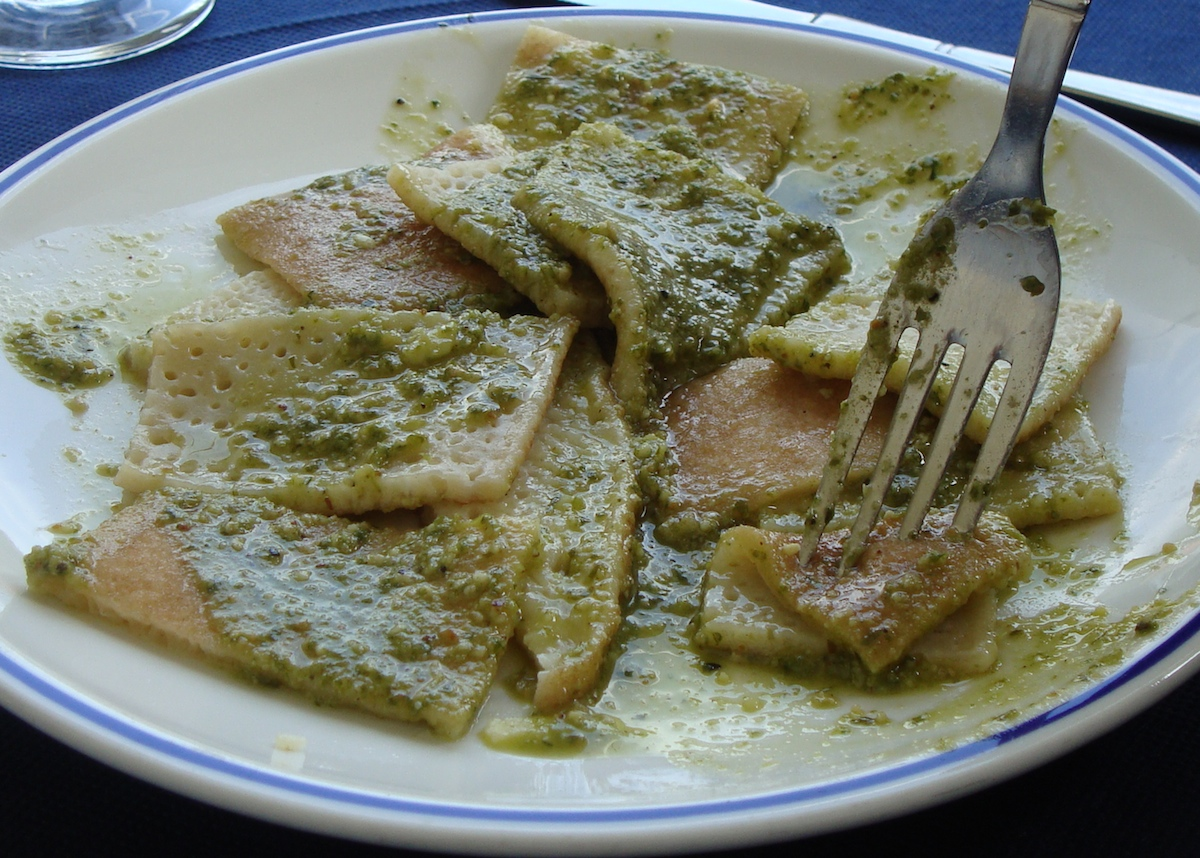
テスタローリ
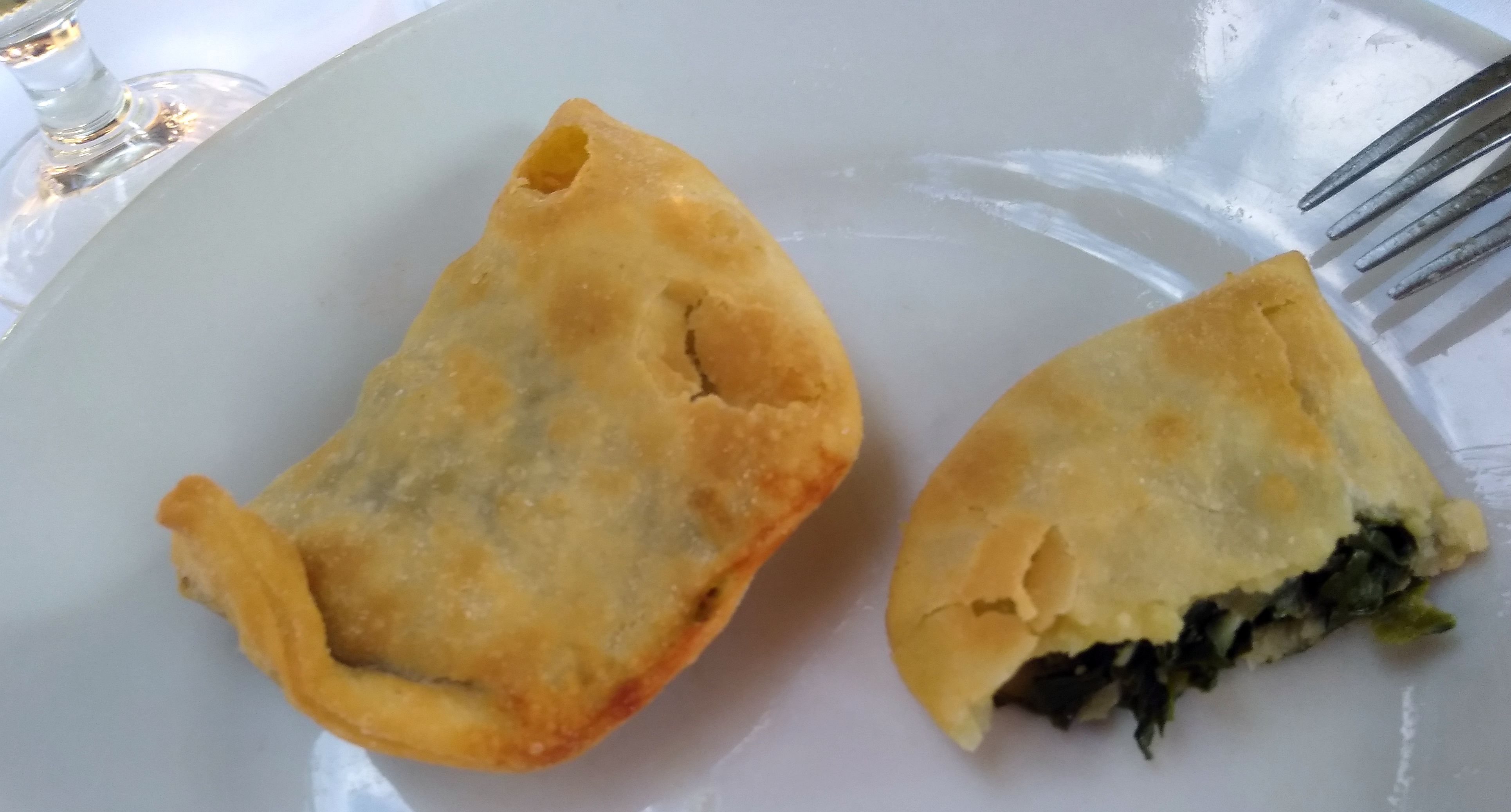
ガッタフィン
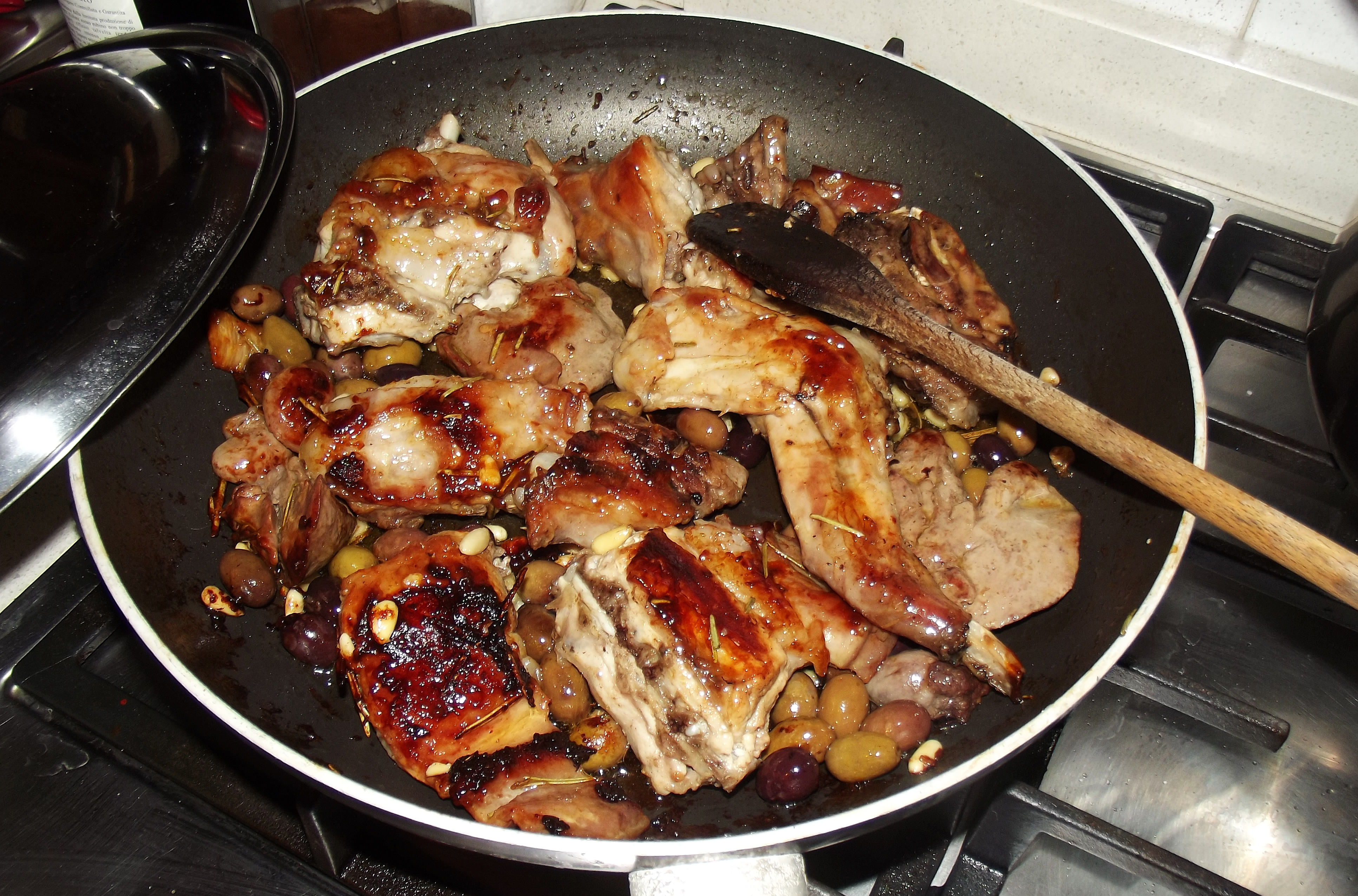
コニーリョ・アッラ・リグーレ
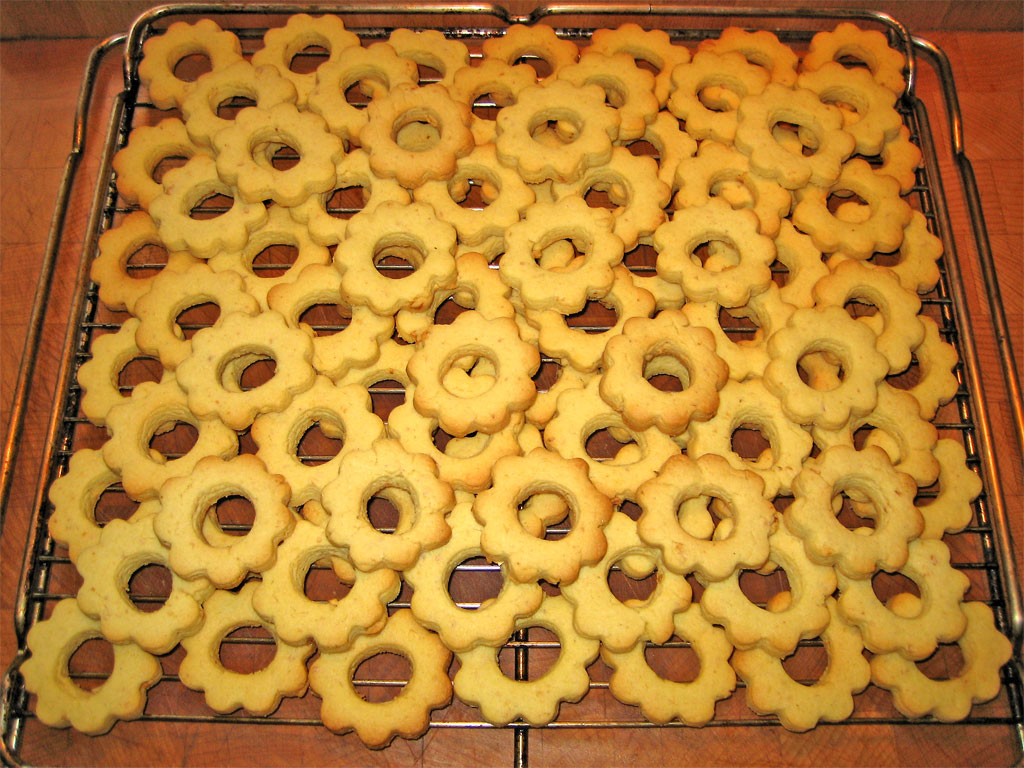
カネストレッリ

## ワイン
リグーリア州でもブドウの栽培とワインの醸造は行われているが、ワインの生産量そのものが多くないことと、古くからの観光地でもあるリグーリア州では地元のホテルやレストランや土産用としての消費がほとんどであり、イタリア国外への輸出は少なく、リグーリア州以外ではイタリア国内の大都市でも販売されている量は極めて少ない。
- チンクエ・テッレ（イタリア語版） - チンクエ・テッレで作られるワイン[3]。
- ロッセーゼ・ディ・ドルチェアックア（イタリア語版） - ドルチェアックアを中心とする11のコムーネでで作られるワイン[3]。
- ピガート・リヴィエラ・リグレ・ディ・ポンテ（Pigato Riviera Ligure di Ponente） - インペリア県、サヴォーナ県、ジェノヴァ県で作られるワイン[3]。
- コッリ・ディ・ルーニ（英語版） - ラ・スペツィア県、トスカーナ州マッサ＝カッラーラ県で作られるワイン[3]。